# FC Thun
Az FC Thun, teljes nevén Fussballclub Thun 1898 egy svájci labdarúgócsapat Thunban. Jelenleg az első osztályban szerepel. Színei: vörös és fehér.
Hazai mérkőzéseit a 10300 fő befogadására alkalmas Arena Thun stadionban játssza.

## Története
A klubot 1891. május 31-én alapították. Történelme során jobbára a svájci másodosztályban szerepelt. Az első komolyabb sikerre 1955-ig kellett várni, ekkor a svájci kupában döntőt játszott.
A klub történetének legnagyobb sikerére 2005-ben került sor. Bejutott a bajnokok ligája csoportkörébe, miután a selejtezőben először a Dinamo Kijevet, majd a svéd bajnok Malmőt legyőzte. A Grasshopper és a Basel után a harmadik svájci csapat lett, akinek sikerült bekerülnie a BL csoportkörbe.
A sorsolást követően a Sparta Praha, az Ajax és az Arsenal mellett a B csoportba kapott besorolást. Első bajnokok ligája mérkőzésére 2005. szeptember 14-én került sor, amikor is az Arsenal ellen idegenben 2–1-es vereséget szenvedett. Következő mérkőzésén 1–0-ra legyőzte a Sparta Prahat. Az Ajax ellen 2–0-s és 4–2-es vereség következett. Az Arsenaltól hazai pályán 1–0-ra kikapott, majd az utolsó mérkőzésén 0–0-s döntetlent ért el Prágában. A harmadik helyen végzett a csoportban, így az UEFA-kupában folytathatta szereplését.
Az Európa-liga 2011–2012-es kiírásának második selejtezőkörében indult. Az albán Vllaznia és a Palermo ellen továbbjutott. A Stoke City ellen a rájátszásban esett ki.

## Sikerek
- Svájci bajnokság (Axpo Super League):
  - 2. hely (1): 2004–05
- Svájci másodosztály bajnokság (Challenge League):
  - 1. hely (1): 2009–10
- Svájci kupa (Swiss Cup):
  - 2. hely (2): 1954–55, 2018–19

### Európai kupákban való szereplés
| Év        | Sorozat         | Forduló         | Klub              | Eredmények |
| --------- | --------------- | --------------- | ----------------- | ---------- |
| 2005–2006 | Bajnokok ligája | 2. selejtezőkör | Dinamo Kijiv      | 2-2, 1-0   |
| 2005–2006 | Bajnokok ligája | 3. selejtezőkör | Malmö             | 1-0, 3-0   |
| 2005–2006 | Bajnokok ligája | Csoportkör      | Arsenal           | 1-2, 0-1   |
| 2005–2006 | Bajnokok ligája | Csoportkör      | Sparta Praha      | 1-0, 0-0   |
| 2005–2006 | Bajnokok ligája | Csoportkör      | Ajax              | 0-2, 2-4   |
| 2005–2006 | UEFA-kupa       | 3. forduló      | Hamburg           | 1-0, 0-2   |
| 2011–2012 | Európa-liga     | 2. selejtezőkör | Vllaznia          | 0-0, 2-1   |
| 2011–2012 | Európa-liga     | 3. selejtezőkör | Palermo           | 2-2, 1-1   |
| 2011–2012 | Európa-liga     | Rájátszás       | Stoke City        | 0-1, 1-4   |
| 2013–14   | Európa-liga     | 2. selejtezőkör | Csihura Szacshere | 2–0, 3–1   |
| 2013–14   | Európa-liga     | 3. selejtezőkör | Häcken            | 1–0, 2–1   |
| 2013–14   | Európa-liga     | Rájátszás       | Partizan          | 3–0, 0–1   |
| 2013–14   | Európa-liga     | Csoportkör      | Dinamo Kijiv      | 0–2, 0–3   |
| 2013–14   | Európa-liga     | Csoportkör      | Genk              | 0–1, 1–2   |
| 2013–14   | Európa-liga     | Csoportkör      | Rapid Wien        | 1–0, 1–2   |
| 2015–16   | Európa-liga     | 2. selejtezőkör | Hapóél Beér-Seva  | 2–1, 1–1   |
| 2015–16   | Európa-liga     | 3. selejtezőkör | Vaduz             | 0–0, 2–2   |
| 2015–16   | Európa-liga     | Rájátszás       | Sparta Praha      | 3–3,1–3    |
| 2019–20   | Európa-liga     | 3. selejtezőkör | Szpartak Moszkva  | 2–3, 1–2   |

## Jelenlegi keret
2019. július 3. szerint.
| #  |     | Poszt | Név              |
| -- | --- | ----- | ---------------- |
| 1  | SUI | K     | Guillaume Faivre |
| 4  | SUI | V     | Miguel Rodrigues |
| 5  | JPN | V     | Nikki Havenaar   |
| 6  | SLO | KP    | Kenan Fatkič     |
| 7  | SUI | KP    | Miguel Castroman |
| 8  | SUI | KP    | Gregory Karlen   |
| 9  | SUI | CS    | Ridge Munsy      |
| 10 | SUI | KP    | Basil Stillhart  |
| 11 | SUI | KP    | Matteo Tosetti   |
| 13 | SUI | CS    | Simone Rapp      |
| 14 | SUI | V     | Roy Gelmi        |
| 17 | SUI | KP    | Dennis Hediger   |
| 18 | SUI | K     | Diego Berchtold  |
| 19 | SUI | KP    | Justin Roth      |

| #  |     | Poszt | Név              |
| -- | --- | ----- | ---------------- |
| 20 | SUI | V     | Chris Kablan     |
| 21 | SUI | KP    | Uros Vasic       |
| 22 | SUI | K     | Nino Ziswiler    |
| 23 | SUI | V     | Timo Righetti    |
| 25 | SUI | V     | Kevin Bigler     |
| 29 | SUI | V     | Nias Hefti       |
| 30 | SUI | K     | Andreas Hirzel   |
| 31 | SUI | V     | Stefan Glarner   |
| 33 | PLE | CS    | Saleh Chihadeh   |
| 34 | SUI | KP    | Nicola Sutter    |
| 35 | SUI | CS    | Nicolas Hunziker |
| 37 | LIE | KP    | Dennis Salanović |
| 39 | SUI | V     | Sven Joss        |

## Ismertebb játékosok
| - Ljubo Milicevic - António - Adriano Pimenta - Gelson Rodrigues - Armand Deumi - Marinko Jurendic - Percy Olivares - José Gonçalves - Johan Berisha - Patrick Bettoni - Pascal Cerrone - Fabio Coltorti | - Gregory Duruz - Alexander Frei - Eldin Jakupović - Baykal Kulaksizoglu - Mauro Lustrinelli - David Pallas - Michel Renggli - Marco Streller - Reto Zanni - Yao Aziawonou - Yao Junior Sènaya |

## Külső hivatkozások
- Hivatalos weboldal (németül)